# أوله ديل
بالألمانية Ole Diehl. مواليد 03.04.1964 في مدينة كيل شمال ألمانيا. دبلوماسي ألماني وسفير جمهورية ألمانيا الاتحادية في العراق منذ شهر تموز 2019. سبق له العمل في الحقل الدبلوماسي في بلدان مثل الولايات المتحدة الأمريكية ونيوزلندا وأفغانستان.
حاصل على شهادة الدكتوراه في العلوم السياسية في ألمانيا بأطروحة «ستراتيجيات النقاش في الاتحاد السوفيتي ـ تبدّل مفاهيم إدارة الحروب في الاتحاد السوفيتي خلال عقد الثمانينيات». يُجيد السيّد أوله ديل الحديث باللغات الإنكليزية والروسية وقليل من العربية، إضافة إلى الألمانية، لغته الأمّ.